# Coelosia tundrica
Coelosia tundrica är en tvåvingeart som beskrevs av Zaitzev 1994. Coelosia tundrica ingår i släktet Coelosia och familjen svampmyggor. Inga underarter finns listade i Catalogue of Life.